# Vodní elektrárna Guri
Vodní elektrárna Guri (Central Hidroeléctrica Simón Bolívar) je vodní dílo na řece Caroní ve státě Bolívar ve Venezuele. V době uvedení do provozu[kdy?] byla nejvýkonnější vodní elektrárnou na světě.

## Hydrologické poměry
V roce 1963 provedla skupina hydrologů geologické služby USA za spoluúčasti Brazilské hydrologické služby sérii měření průtoků Amazonky u města Óbidos a výsledky měření získané v krátkém intervalu se staly základem pro zdvojnásobení dosavadních hodnot dlouhodobých ročních průtoků nejen v povodí Amazonky, ale i v povodí Orinoka. Výsledný odtokový koeficient přesahující 30 l/s na km2, nezahrnoval při větších povodích příspěvek srážek z vlastního výparu a byl vzat jako základ pro nepřesný výpočet průtoků na základě přesných hodnot ploch povodí. Časem se projevila jistá zbrklost těchto odvození nejlépe právě v hydroenergetice, která nepřesnosti v odhadech průtoků dokáže upřesnit jednoduchým výpočtem z přesně zjištěného výkonu turbíny.
Nesprávné výsledky těchto měření ovlivnily i návrhy hltností turbín u vodního díla, které se později dostaly do nesouladu s užitečným objemem přehradního jezera.
Vodní energie je hlavním zdrojem elektřiny ve Venezuele. Teoretická kapacita vodní energie je 130 TWh ročně. Výroba ve vodních elektrárnách se soustředí na řeku Caroní v provincii Guayana. V současné době jsou na řece čtyři vodní díla s instalovaným výkonem 10 200 MW. Jsou to Caruachi a Macagua I, II, III. Mezi Guri a Caruachi jsou ve výstavbě nové vodní elektrárny Tocoma (2 160 MW) a Tayucay (2 450 MW).

## Všeobecné údaje

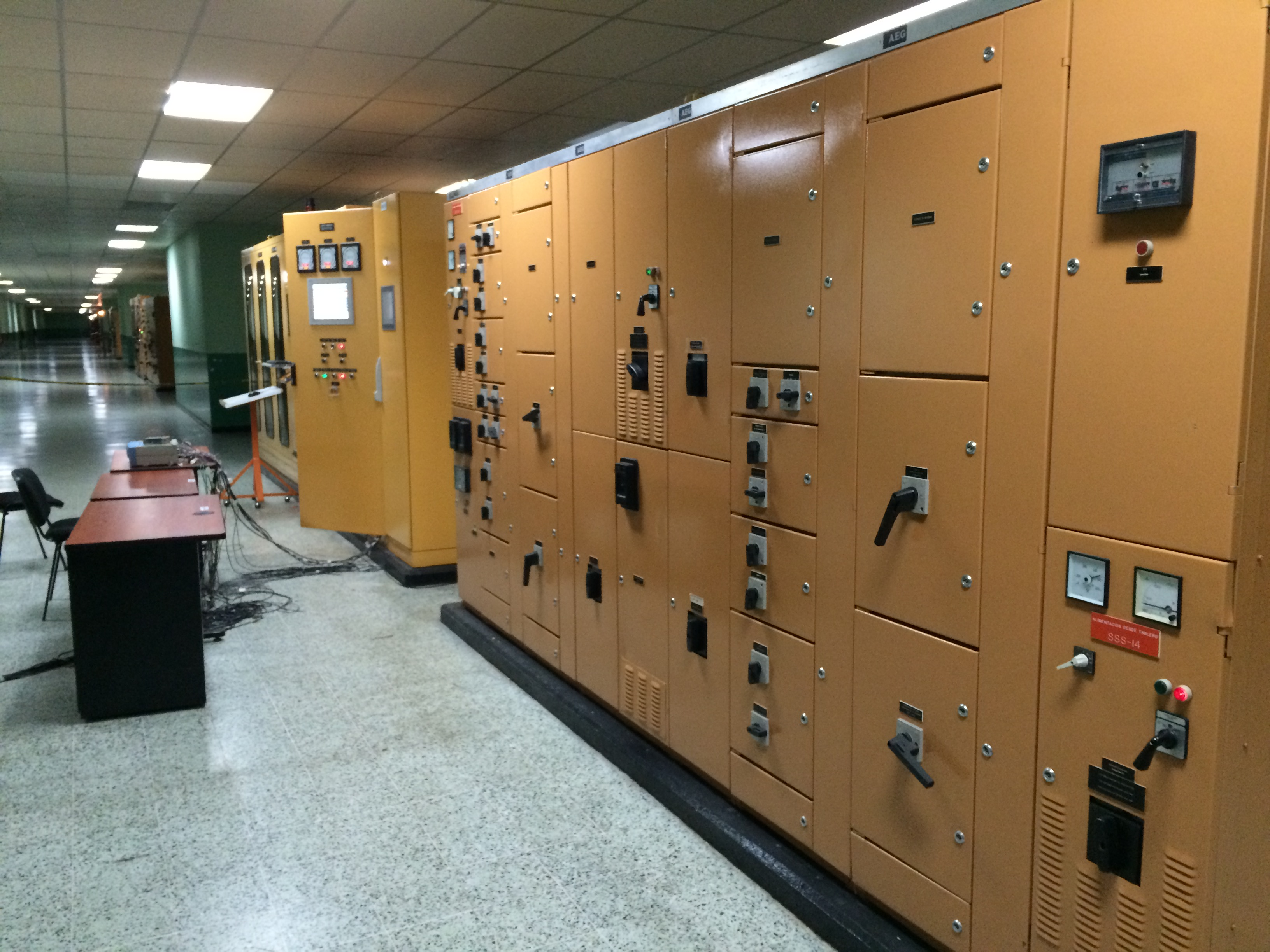
Provozní zařízení v interiéru elektrárny

Stavba začala v roce 1963 asi 100 km od ústí do Orinoka v kaňonu Necuima. Byla postavena hráz o délce 690 m a výšce 106 m. Původní instalovaný výkon 1750 MW byl po modernizaci zvýšen na 2065 MW a byl zajištěn pomocí deseti turbín.
Rychle rostoucí poptávka způsobila pokračování projektu, který začal v roce 1976. Délka gravitační betonové hráze vzrostla na 1 300 m a výška na 162 m. Přehrazením vzniklo jedno z největších přehradních jezer na světě. Bylo rozšířeno přelivové pole a druhá elektrárna byla osazena deseti turbínami o maximální hltnosti 715 m3/s. Celkový počet dvaceti soustrojí je složen z turbín o výkonech od 130 až 770 MW.
Ročně tato elektrárna dodává do sítě okolo 12,9 TWh elektřiny.

## Problémy provozu
Od roku 2010 se na elektrárně objevují problémy v důsledku nedostatečného množství vody. Turbíny nemohou plynule pracovat v optimálním režimu. Venezuela svou energetickou politiku orientovala na vodní energii, aby mohla vyvážet fosilní paliva. Největší města včetně Caracasu jsou napájena přes jedinou rozvodnou stanici San Geronimo B. Četnost výpadků elektrické energie se zvyšovala až do roku 2019, kdy první rozsáhlý výpadek proudu nastal 7. března. Největší škody způsobil výpadek elektřiny v zásobování vodou a potravinami, přes 40 úmrtí je připisováno absenci elektřiny v nemocnicích.
V březnu 2019 se Venezuela ocitla bez proudu na 10 dní. Vláda za hlavní příčinu označuje sabotáže a uvádí i jména obviněných, opozice se opírá o prokázanou korupci v zadávání veřejných zakázek napřímo a ignoraci stanovených postupů údržby. 31. března 2019 přislíbilo Japonsko investiční a odbornou pomoc.  

## Závěr
Elektrárna Gurí byla prvním vstupem zemí tropické oblasti na vrchol seznamu nejvýkonnějších vodních elektráren na světě. V roce 1989 byla překonána další jihoamerickou elektrárnou Itaipú. Spolu s čínskou elektrárnou Tři soutěsky je typickým příkladem nesouladu projektu a hydrologických podmínek. Přes veškeré nedostatky je dílem obdivuhodným, a to především jako součást celé velkolepé kaskády na řece Caroní.